# Túnel do Marquês

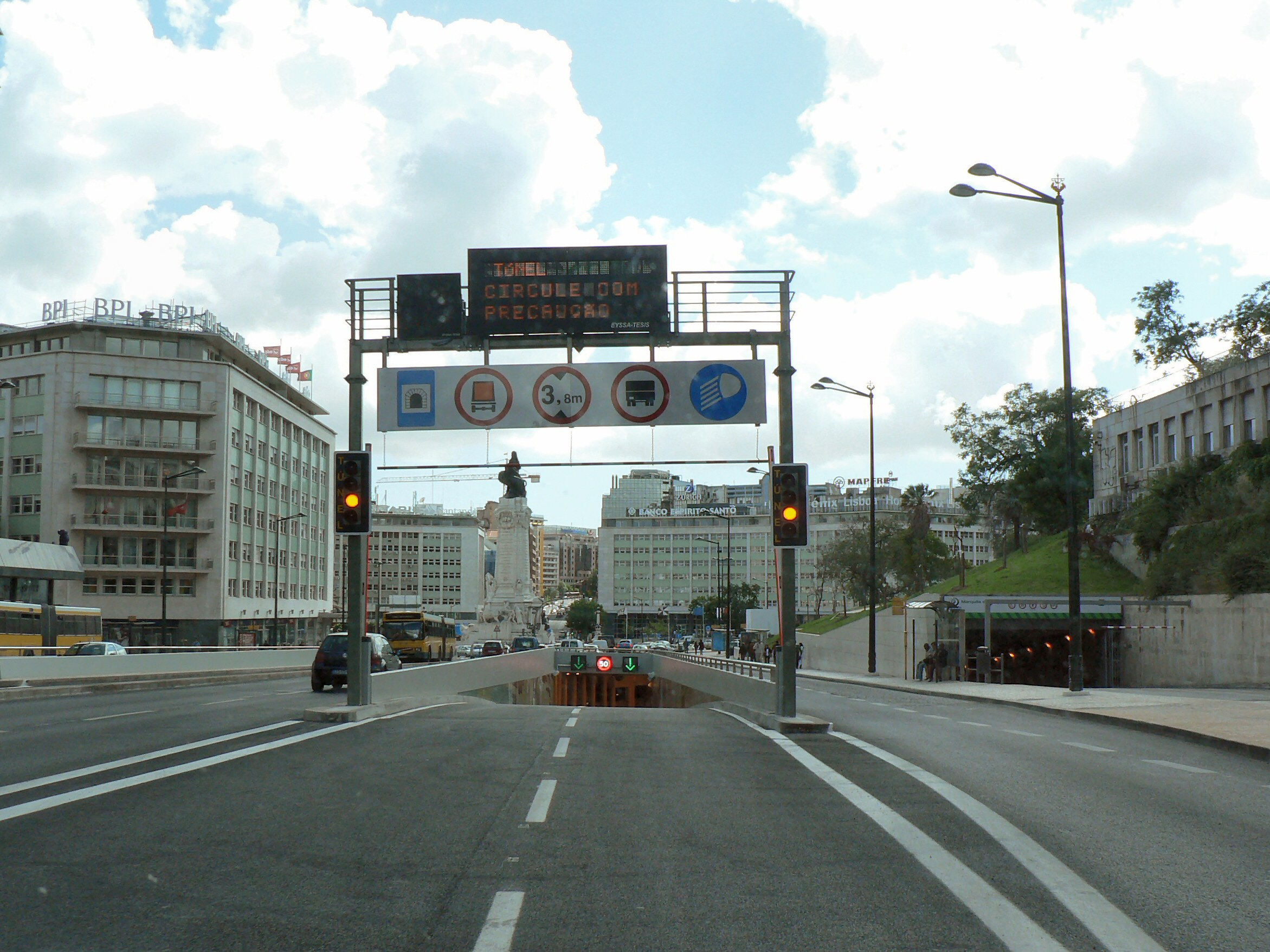
Entrada do Túnel do Marquês na Avenida Fontes Pereira de Melo (vê-se a estátua do 1º Marquês de Pombal, Sebastião José de Carvalho e Melo).

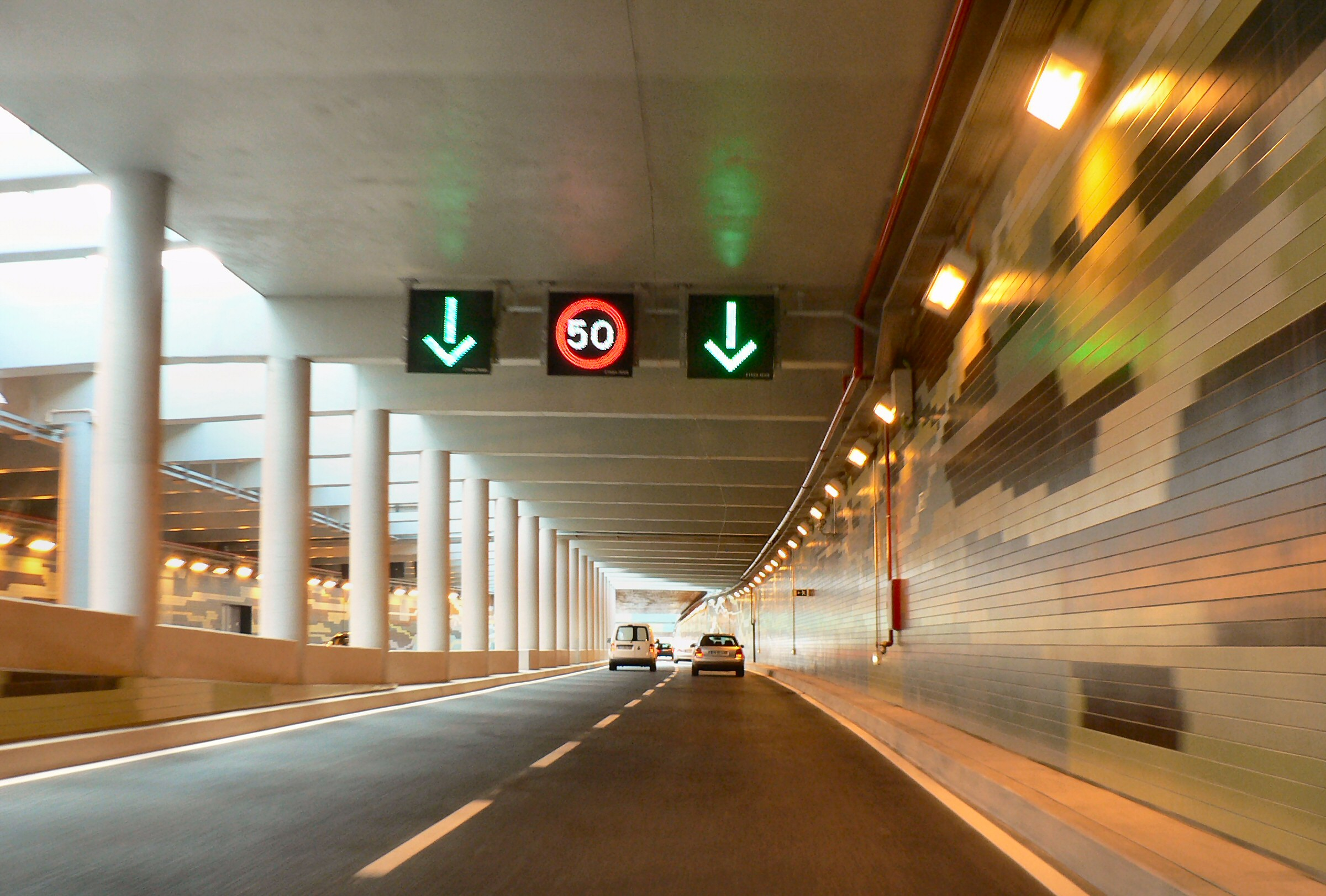
Interior do Túnel do Marquês.

O Túnel do Marquês, em Lisboa, é um túnel que permite a ligação rodoviária da Avenida Engenheiro Duarte Pacheco, nas Amoreiras, à Praça Marquês de Pombal, Avenida Fontes Pereira de Melo e Avenida António Augusto de Aguiar.
O túnel foi inaugurado no dia 25 de abril de 2007. Tem uma extensão total de 1 725 metros desde a entrada nas Amoreiras até à saída para a Avenida António Augusto de Aguiar (aberta em 5 de abril de 2012). Os custos derraparam 40% sendo que o custo total da obra rondou os 27 milhões de euros.
O túnel conta com um conjunto de equipamentos de controlo e segurança do tráfego instalados nos acessos e no interior do túnel. Painéis de mensagem variável permitem o controlo de via e a indicação do limite de velocidade (50 km/h) e de perigos vários. Quarenta câmaras de vigilância são monitorizadas numa sala de comando, no centro do túnel, à qual estão igualmente ligados os postos de emergência instalados em vários pontos do túnel e equipados com telefone de emergência.
O túnel cruza a meio com o Túnel Ferroviário do Rossio.
O contrato de adjudicação para a realização da obra do Túnel do Marquês foi celebrado em 3 de junho de 2003, cujo prazo de construção era de 61 semanas, ou seja, a obra deveria estar concluída a 10 de agosto de 2004. Em 26 de abril de 2004, o vereador José Sá Fernandes interpôs uma providência cautelar que provocou uma paragem nas obras entre esse mês e janeiro de 2005.

## Construção
O túnel foi construído pelo designado método invertido. Assim, realizou-se a construção prévia das estacas de contenção e apoio e da laje de cobertura, só de depois se tendo procedido à escavação do túnel. Foram escavados 150 mil metros cúbicos e colocadas 2 000 estacas.
A necessidade de proceder ao reforço do túnel da Linha Amarela do Metro de Lisboa (de betão simples não armado) no troço adjacente ao túnel de saída para a Avenida António Augusto de Aguiar acarretou o atraso da abertura dessa saída.

## Poluição excessiva e erros de projeto
Um estudo realizado pelo Instituto Superior de Engenharia de Lisboa (ISEL) concluiu que o túnel do Marquês é o local mais poluído de Portugal. Segundo o estudo, os níveis de poluição no interior desta passagem são dez vezes superior ao limite legal. Enquanto que, nas principais zonas urbanas de Lisboa, a média de partículas na atmosfera é aproximadamente 50 microgramas por metro cúbico, dentro do túnel do Marquês esse valor dispara para 500 microgramas. É referido ainda que as partículas existentes no túnel, devido à sua elevada concentração, e por serem pequenas, infiltram-se rapidamente nos pulmões e são absorvidas na corrente sanguínea, originando um leque alargado de doenças respiratórias e pulmonares. Estas são ainda mais perigosas porque 80% da sua composição é carbono. Boa parte do ar que se respira dentro do túnel é composto por restos de combustível queimado, metais libertados pela parte mecânica dos automóveis e ainda resíduos que se soltam dos catalisadores: uma mescla de fragmentos altamente perigosos para a saúde pública e propícios para doenças cancerígenas.

O estudo refere que existem dois fatores que provocam estes elevados índices de poluição:
- o túnel é demasiado extenso, 1 725 metros (não permite uma ventilação correta e há escassez de ventiladores)
- tem um declive elevado (implica um maior esforço por parte dos motores dos automóveis, degenerando em maior queima e maiores emissões de gases poluentes)

O Túnel do Marquês tem uma inclinação de 9%, sendo que o limite imposto pela União Europeia é de 5%